# Vườn sồi Minchenden
Minchenden Oak Garden (tạm dịch: Vườn sồi Minchenden) là một công viên công cộng ở Southgate, Luân Đôn, thuộc sở hữu của Quận Enfield. Trước đây nó là một phần trong khu đất điền trang của Minchenden House, đã bị phá bỏ vào năm 1853 rồi được mở lại như một khu vườn tưởng niệm vào năm 1934. Công viên chỉ rộng 0,17 hécta (2.000 thước Anh vuông), có một cổng vào từ Đường Waterfall. Đặc điểm nổi bật của công viên là sở hữu cây sồi Minchenden có tuổi đời 800 năm và là một trong những cây lâu đời nhất ở Luân Đôn. Năm 1873, tán của cây được mô tả là rộng hơn bất kỳ cái cây nào khác ở nước Anh.

## Lịch sử
Minchenden House (còn được gọi là Minchington Hall), một công trình kiến trúc bằng gạch lớn, được xây dựng bởi John Nicholl vào năm 1741 trên một phần điền trang cũ của Sir John Weld tại Arnos Grove. Nicholl qua đời ngay sau khi hoàn thành ngôi nhà và để lại cho cô con gái Margaret. Margaret kết hôn với James Brydges, Hầu tước Carnarvon, người sau này trở thành Công tước thứ ba của Chandos.
Chandos chết mà không có bất kỳ một hậu duệ nào, còn gia sản của ông được giao cho Hầu tước Buckingham. Chúng đã bị bỏ bê rồi dần xuống cấp, và ngôi nhà bị phá bỏ vào năm 1853. Nó được thay thế bằng một tòa nhà nhỏ hơn, Minchenden Lodge, còn phần điền trang cùng với ngôi nhà khác tên là Beaver Hall thì được sáp nhập lại vào Arnos Grove.

## Vườn sồi Minchenden
Một phần còn sót lại của khu đất điền trang Minchenden House ban đầu đã được chính quyền địa phương (Thành phố Southgate, nay là Khu vực Enfield của London) tái phát triển thành một khu vườn tưởng niệm. Khu vườn 0,17 hécta (2.000 thước Anh vuông) được khai trương bởi Thị trưởng Southgate và cha sở địa phương vào ngày 12 tháng 5 năm 1934. Khu vườn có các bãi cỏ, hàng rào, cây bụi và cây cối cùng với các lối đi và chỗ ngồi lát đá; du khách cũng có thể nhìn thấy những phần đổ nát của Nhà nguyện Weld cũ từ thế kỷ 17. Người ta đi vào khu vườn thông qua một cánh cổng sắt nằm trong bức tường gạch đỏ trên đường Waterfall, Southgate, và nó được mở cửa hàng ngày đến tận hoàng hôn. Nó hiện thuộc sở hữu của Khu Enfield của Luân Đôn.

## Cây sồi Minchenden

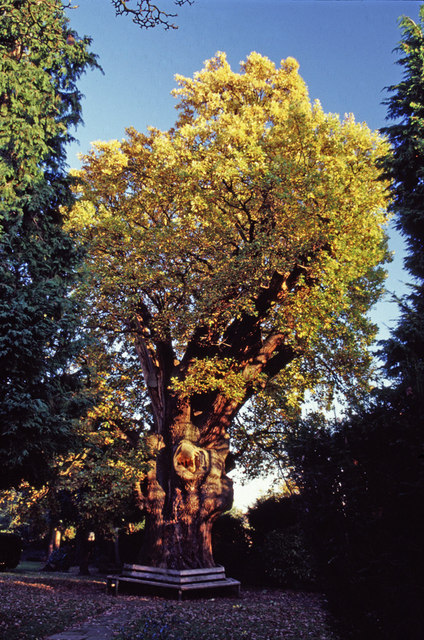
Cây sồi Michenden vào năm 1999

Một trong những điểm nổi bật của khu vườn là cây sồi Minchenden (khu vườn được đặt tên theo cây sồi này). Cây được cho là có tuổi thọ 800 năm và là cái cây còn sống của Khu rừng Middlesex cổ đại. Cây sồi trước đây đã được tỉa nhánh để lấy gỗ đáng kể trước khi ngôi nhà của Nicholl được xây dựng.
Do sự gắn kết với điền trang, nó được gọi là Cây sồi Chandos và được giới thiệu trong cuốn Sylva Britannica năm 1826 của Jacob George Strutt, vào thời điểm đó nó có đường kính thân là 15 foot 9 inch (4,80 m) khi đo ở độ cao cách mặt đất 3 foot (0,91 m). Năm 1873, Edward Walford mô tả nó là cái cây có tán lớn nhất so với bất kỳ cây nào ở Anh với 126 foot (38 m) theo đường kính và "vẫn đang phát triển". Một cơn gió mạnh vào năm 1899 đã làm gãy hai nhánh lớn của cây, nhưng đến năm sau nó vẫn sở hữu tán cây rộng 136 foot (41 m) còn thân cây có đường kính là 21 foot 3 inch (6,48 m). Trường trung học Minchenden đổi tên theo cây sồi này vào năm 1924 và cây được in trên huy hiệu của trường.
Vào năm 1971, một số cành chính của cây sồi đã bị chặt, nhưng vẫn được tạp chí Country Life mô tả là "tuyệt đẹp". Vào năm 2013, người ta nhận ra rằng cây bị nứt ở thân và mục nát từ bên trong, và sau đó được mô tả là "cận kề cái chết". Người ta nhanh chóng loại bỏ 6 tấn (6,6 tấn Mỹ) khỏi ngọn nhằm giảm bớt một phần gánh nặng cho cây, và cây được chữa trị bằng các loại nấm có ích. Những phần gỗ từ cắt tỉa được dùng để làm bảng thông báo và ghế gỗ trong khu vườn. Sau đó, các khu vườn được cải tạo lại, và một cây non được trồng từ một quả sồi. Khu vườn được mở cửa trở lại vào tháng 5 năm 2015 trong một buổi lễ chính thức do Richard Chartres, Giám mục Luân Đôn chủ trì.